# Henry Mintzberg
Henry Mintzberg, OC, OQ, FRSC, född 2 september 1939 i Montréal, är en kanadensisk professor och akademisk författare inom management. Han innehar Cleghorn-professuren i Management Studies vid Desautels Faculty of Management vid McGill University i Montréal i Québec i Kanada, där han har undervisat sedan 1968. Mintzberg är bland annat känd för att ha utvecklat teorin Mintzbergs konfigurationer.

### Artiklar[10]
- 1967 The Science of Strategy-Making[11]
- 1968 The Planning Dilemma[12]
- 1970 Structured Observation as a Method of Study Managerial Work[13]
- 1970 Making a Science of Management[14]
- 1971 Managerial Work[15]
- 1972 The Myths of MIS[16]
- 1972 A Framework for Strategic Planning[17]
- 1973 A New Look at the Senior Manager's Job[18]
- 1973 Strategy-Making in Three Modes[19]
- 1973 Jeu des influences et buts organisationnels[20]
- 1973 Policy as a Field of Management Theory[21]
- 1975 Impediments to the use of management information[22]
- 1975 Making Management Information Useful[23]
- 1975 The Manager's Job: Folklore and Fact[24]

### Böcker[25]
- 1973 The Nature of Managerial Work[26]
- 1979 The Structuring of Organizations[27]
- 1983 Power in and Around Organizations[28]
- 1983 Structure in fives[29]
- 1989 Mintzberg on management[30]
- 1991 The Strategy Process[31]
- 1994 Rise and Fall of Strategic Planning[32]
- 1995 The Canadian condition[33]
- 1998 Strategy Safari[34]
- 2000 Managing Publicly[35]
- 2004 Managers Not MBAs[36]
- 2005 Strategy Bites Back[37]
- 2005 The Flying Circus[38]
- 2008 Tracking Strategies[39]
- 2009 Managing[40]
- 2010 Management? It's Not What You Think![41]
- 2013 Simply Managing[42]
- 2015 Rebalancing Society[43]